# Kurtuluş, Kuyucak
Kurtuluş là một thị trấn thuộc huyện Kuyucak, tỉnh Aydın, Thổ Nhĩ Kỳ. Dân số thời điểm năm 2010 là 1.667 người.